# باتريك ملدون
باتريك ملدون (بالإنجليزية: Patrick Muldoon)‏ (و. 1968  م) هو مغني، وممثل أفلام، وممثل تلفزي، ولاعب كرة قدم أمريكية، ومنتج أفلام، وعارض أمريكي.

## وصلات خارجية
- باتريك ملدون على موقع IMDb (الإنجليزية)
- باتريك ملدون على موقع ألو سيني (الفرنسية)
- باتريك ملدون على موقع ميوزك برينز (الإنجليزية)
- باتريك ملدون على موقع أول موفي (الإنجليزية)
- باتريك ملدون على موقع قاعدة بيانات الأفلام السويدية (السويدية)
- باتريك ملدون على موقع إن إن دي بي (الإنجليزية)
- باتريك ملدون على موقع قاعدة بيانات الفيلم (الإنجليزية)
- باتريك ملدون على موقع كينوبويسك (الروسية)